# Ферид Мурад
 Ферид Мурад (на английски: Ferid Murad; на албански: Ferid Murati) е американски лекар и фармаколог, нобелист, от албански произход.

## Биография
Роден е на 14 септември 1936 година в Уайтинг, Индиана, в семейството на албанския преселник от гостиварското село Лакавица Джабир Мурад Еюпи и Хенриета Боуман. В 1998 година Ферид Мурад получава Нобеловата награда за медицина заедно с Робърт Фърчгот и Луис Игнаро за откритието, че азотният окис действа като сигнална молекула в сърдечно-съдовата система.
На 26 май 2011 година е обявен за почетен гражданин на Тетово.